# Vesperella
Vesperella is een kevergeslacht uit de familie van de boktorren (Cerambycidae). De wetenschappelijke naam van het geslacht werd voor het eerst geldig gepubliceerd in 1933 door Dayrem.

## Soorten
Vesperella omvat de volgende soorten:
- Vesperella maroccana Sama, 2008
- Vesperella pallida Dayrem, 1933